# Váci utca
A Váci utca Budapest leghíresebb bevásárlóövezete, az V. kerületben található, a Vörösmarty teret köti össze a Vámház körúttal. Az utca nagy része és számos mellékutcája sétálóutca.

## Korábbi nevei
A Pest városán észak-déli irányban végighaladó utca északi (a Kristóf tér és a Párizsi utca közötti) részét a török korban (XVI–XVII. század) Bécsi utca mahallénak, déli (a Szabadsajtó út és a Fővám tér közötti) szakaszát pedig Nagy utca mahallénak nevezték. Északi végében állt a Váci kapu. A török hódoltság után, 1690-től a mai lefutás teljes hosszában Lipót utca (Leopoldgasse) lett a neve, majd az 1750-es évektől északi részét Váci utcának (Waitznergasse) hívták, de a Vörösmarty tér és a Piarista utca közötti szakaszt néha Fő utcának (Hauptgasse), a Szabadsajtó út és a Duna utca közötti részt pedig a Rózsa utcának (vagy térnek, Rosengasse/platz) is nevezték. A Szarka utca és a Vámház körút közötti déli szakasz a XIX. században Tyúk utca (Hühnergasse) néven volt ismert.
A Piarista utca és a Kígyó utca közé eső szakaszon 1913 előtt az utca térré szélesedett a Duna felé. Ez volt Pest város főtere, amelynek déli oldalán állt a városháza. A XVIII. században általában Fő térnek (Hauptplatz), 1810-től Régi vásártérnek (Alte Marktplatz), majd XIX. században Városház térnek (Stadthausplatz), 1848-1849 között pedig Szabadság térnek hívták. A Kígyó utca és a Szabadsajtó út közötti szakasz neve 1874-től Városház utca volt.
Mai nevét 1899-ben kapta, amikor az említett közterületeket egy utcává vonták össze.

## Fekvése
Határai: Vörösmarty tér 2., Fővám tér 5.

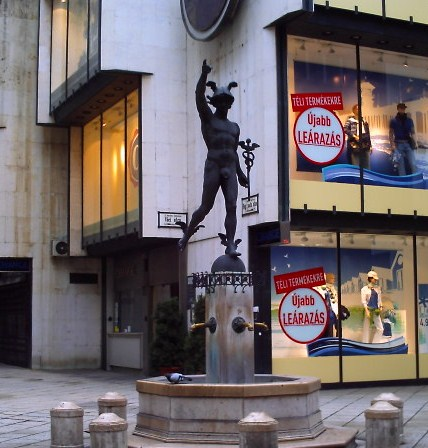
A Hermész-kút az azóta lebontott Fontana Áruház előtt

## Leírása
A belvárost átszelő forgalmas Szabadsajtó út, mely az Erzsébet híd pesti hídfőjére vezet fel, két szakaszra osztja az utcát. Mindkét végén megtalálható az egykori városkapuk térkőbe illesztett alaprajza (Váci kapu és a Belgrádi kapu).
Az új Erzsébet híd átadása óta az északi szakasz (a Pesti Barnabás utca, ma Piarista utca és a Szabadsajtó út közötti rövid szakasz kivételével) 1964 óta a Belváros első sétálóutcája. Térkő burkolatot a Vörösmarty tér elkészülte után két évvel, 1986-ban kapott. A déli szakasz (a Szabadsajtó út és a Duna utca köztött, illetve a Duna utca és az Irányi utca közti, zsákutca jellegű szakasz kivételével) 1996-ban épült át sétálóutcává. A jelenlegi térkövet 2013-ban rakták le.

### A Vörösmarty tértől a Szabad sajtó útig
A tértől a Szabadsajtó útig vezet az utca északi része, mely élénk forgalmú sétálóutca – a közeli Andrássy úthoz hasonlóan – rengeteg elegáns üzlettel, étteremmel, régiség- és népművészeti boltokkal, amelyeket szívesen látogatnak a turisták. Ezen a részen található a Pesti Színház és a Csók István Galéria, valamint az 1983-ban felállított Hermész-kút.
- 4. szám: Hild József tervezte 1840-ben Bene Ferenc számára, háromemeletes hétablakos klasszicista lakóház.
- 9. szám: ún. Hét választófejedelem-ház, volt Nákó-ház. Három épületes ház 15 ablakkal. Udvarán két oldalon emeletenként dóroszlopos folyosó van, másik felén ennek megfelelő féloszlopos tagolás. Lépcsőházában három allegorikus női aktszobor látható a XIX. század második feléből. Klasszicista ház, Hild József tervezte egy régebbi fogadó helyére 1840-ben, Nákó József részére. A fogadó – ami 1777-ben mint Zu den 7 Kurfürsten-szálló volt ismert – 1823-ban, egykori dísztermében 11 éves korában Liszt Ferenc hangversenyezett, de sok bált is rendeztek benne.

1862-től 1902-ig Nemzeti Szálló néven működött. Udvarát ezután a hajdani Corso Mozi részére beépítették, ekkor épült át a bejárata is. Homlokzatának bal sarkában a híres szecessziós virágüzlet, a Philantia maradt meg e stílus emlékeként. A virágüzletet Kőrössy Albert Kálmán tervezte 1909-ben.
1950-ben a moziból hangversenyterem lett, Bartók Terem néven, ahol az évtized végétől már színielőadások, majd egyre inkább zenés játékok, gyerekdarabok kerültek színre. 1964-ben bezárták. Átépítve 1967. szeptember 30-án nyílt újra Pesti Színház néven, a Vígszínház kamaraszínházaként.
- 10. szám: Háromemeletes, 10 ablakos klasszicista lakóház, a századfordulón üzletekkel bontották meg a földszintjét. A kapualja csehsüvegboltozatos, félköríves, fabábos korlátú lépcsőháza van. A lépcsőházban fején kosarat tartó női alak látható, udvari kőkonzolos függőfolyosói az első emeleten barokk (1800 körüli), a második emeleten klasszicista (1840 körüli) stílusúak.
- 11. szám: ún. Thonet-ház, mezzanin+három emelet+padlásemeletes lakóház, 3 kettősablakos tengellyel, pirogránit díszítésű Zsolnay burkolólapokkal, kovácsoltvas erkélyrácsokkal, eredeti faportálokkal, a homlokzatot tagoló oszlopokon oszlopos baldachinok alatt szobrokkal. Az igen egyénien kialakított ház Lechner Ödön tervei szerint készült Pártos Gyula és Klein H. János közreműködésével 1888-tól 1890-ig, korai szecessziós stílusban.
- 11/b szám: Lahne lakó- és üzletház, Révész Sámuel és Kollár József tervezte 1912-ben.
- 14. szám: Kőrössy Albert Kálmán tervezte lakó- és üzletház 1913-ból.
- 16. szám: Fontana Áruház (1985 előtt Aranypók-Konzumex Divatáruház) 1977-1983 között épült Vedres György tervei alapján.[6] 2021-2022 között lebontva.[7][8]
- 18. szám: Lakó- és üzletház 1910-ből, földszintjén az egykori Kosztelitz drogéria 1928-ban készült neobarokk portálja és berendezése.
- 20. szám: Taverna szálloda 1985-ben épült.
- 21. szám: Zászlós irodaház 1985-ben épült. Az épületet (a Tavernával együtt) Finta József és Csizmár Gyula tervezte.

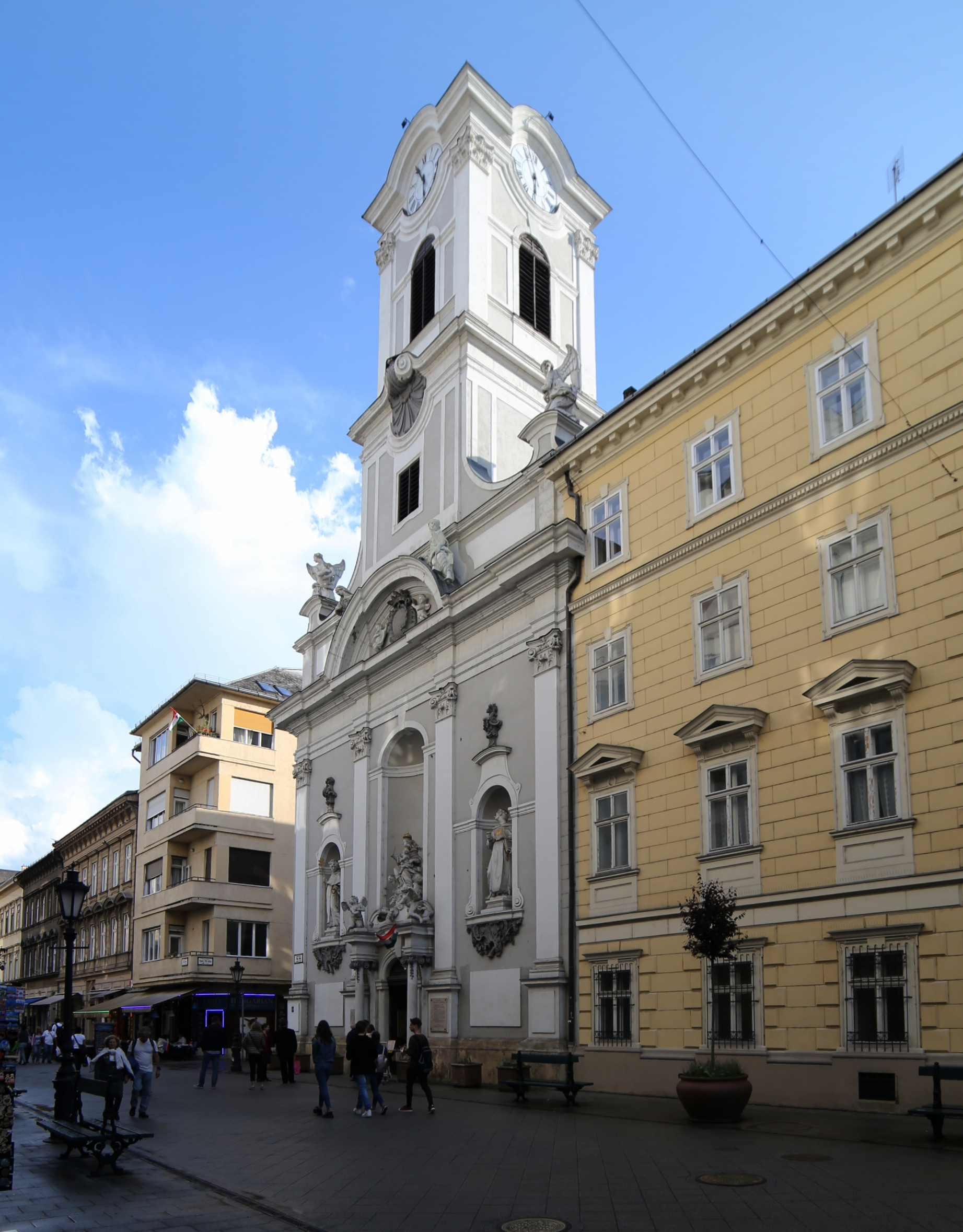
Szent Mihály-templom

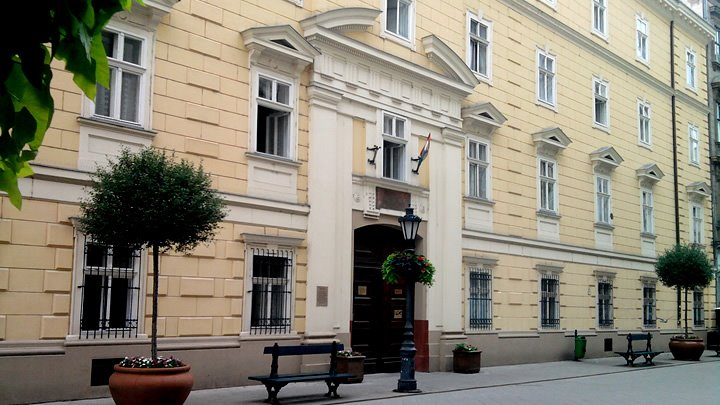
Az Angolkisasszonyok (Congregatio Jesu) rendháza

### A Szabad sajtó úttól a Vámház körútig

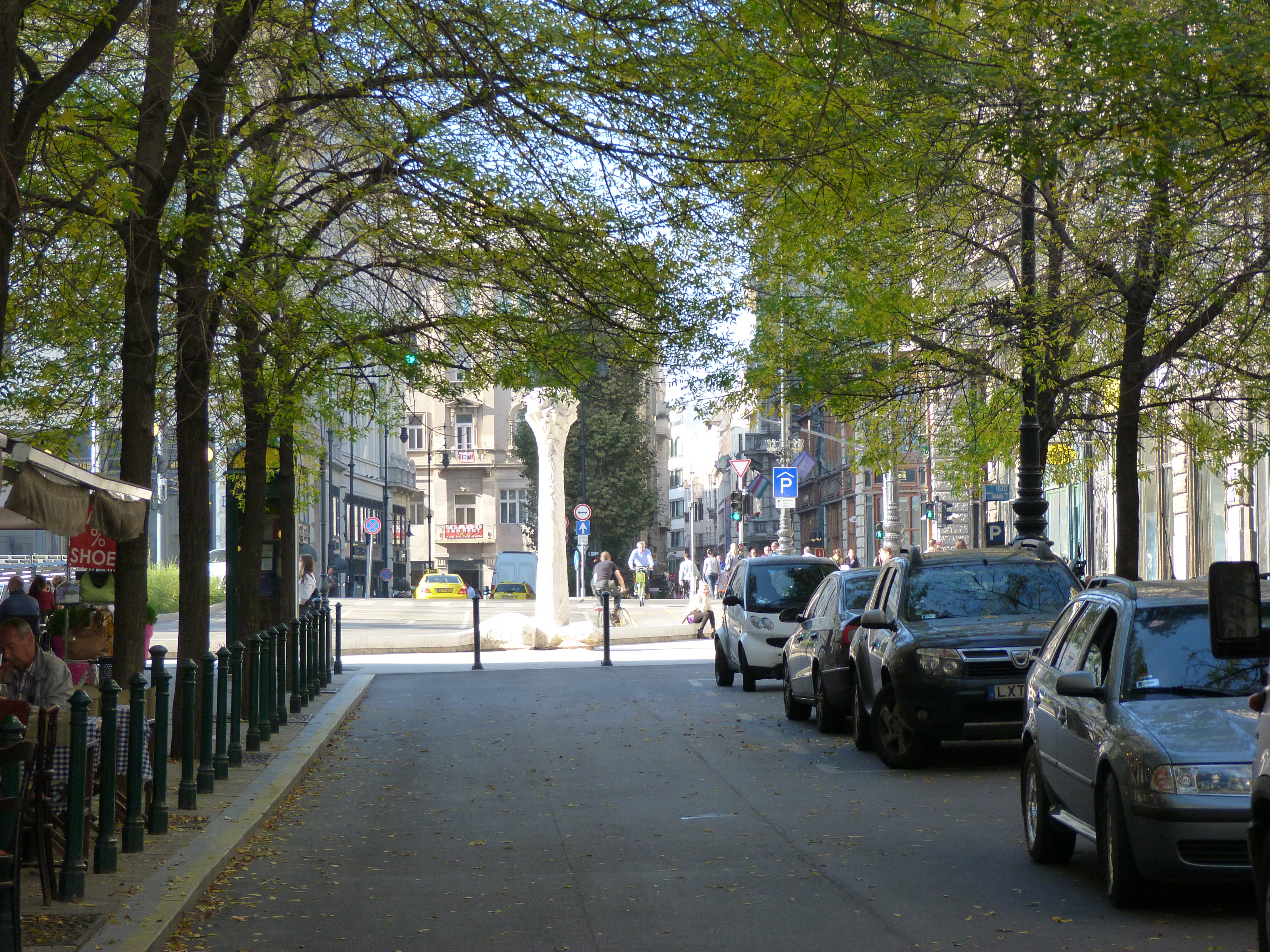
A Duna gyöngye

Az utca déli része kevésbé forgalmas. Utcaképe sokat megőrzött a 19. századból, több klasszicista és eklektikus épület látható itt. Az utcának ebben a részében áll a volt angolkisasszonyok temploma és zárdája, valamint az új Városháza, amiben 2011-ig tartotta üléseit a Főváros Közgyűlés.
- 42. szám: Korányi-ház, első emeletén Korányi Sándor orvosprofesszor egykori lakásának eredeti berendezése. A házat Bálint Zoltán és Jámbor Lajos tervezte 1908-ban.
- 43. szám: Váci Utcai Ének-zenei Általános Iskola, 1884-ben épült állami polgári leányiskola számára, azóta is folyamatosan iskolaként funkcionál.
- 47. szám: Angolkisasszonyok rendháza (a rend neve 2003-óta Congregatio Jesu), amely egyúttal otthont ad Budapesti Corvinus Egyetem Heller Farkas Szakkollégiumának és a Pannon Kincstár Oktatási Központnak.[9]
- 47/b. szám: Szent Mihály-templom, amelyet a Domonkos-rend építtetett föl a XVIII. században, barokk stílusban. 1784-ben II. József király elvette a rend pesti templomát és kolostorát, és azokat 1787-ben az angolkisasszonyoknak adta. Az ő tevékenységüket a kommunista diktatúra tiltotta be 1950-ben. Azóta a templom az Esztergomi Főegyházmegye önálló templomigazgatóságaként működik.
- 50. szám: Kétemeletes klasszicista saroklakóház 6 ablakkal. A Váci utcai oldalán a ház 4-7-4 ablakos, középrizalitos homlokzatú főpárkánya kazettás, a középrizalit emeleti ablakai felett akrotérionos szemöldökpárkányok vannak. A régebbi ún. Frühwirt-féle házat 1837-ben Hild József építette át kétemeletesre Neumayer Tódor részére. Később Liedemann majd Calderoni látszerész háza volt.
- 52. szám: A lakóházat 1910-ben Nagy és Benedict tervezte.
- 55. szám: kétemeletes romantikus lakóház, homlokzatán 6 ablakkal. Emeleti ablakai falpillérekkel szegett edikulás keretezésűek. Korábbi emeletes lakóházból építette Diescher János 1847-ben Trifunovics János részére.
- 56–58. szám: Sigray Bérpalota - 1910-ben ifj. Ray Rezső tervezte, Bátori 'Sigray Pál építtette.
- 57. szám: Kétemeletes, romantikus 7 ablakos lakóház 1855 tájáról. Főpárkánya konzolos, alatta medaillonok vannak. Kasselik Fidél építette emeletesre 1822-ben. Kétemeletesre alakításakor kapta romantikus külsejét, lépcsőháza eredeti kialakítású.
- 59. szám: kétemeletes, négyablakos klasszicista saroklakóház. Klasszicista folyosórácsai és lépcsőháza van, udvara közös az 57-es számmal. Zotani Lőrinc építette 1837-ben Rottenbiller Lipót számára.
- 62-64. szám: Új városháza, amely Steindl Imre terve szerint 1870-1875 között épült neoreneszánsz stílusban.
- 66. szám: a szerb egyházközség háza, háromemeletes gazdagon kiképzett eklektikus épület 9 ablakkal. Földszinti ablakai fölött páros puttók láthatók. Oszlopos, oromzatos kapukeretének oromzatán szobortalpazat van, ezen egykor Szent György szobra állt. Kertjében áll a pesti szerb templom. Az épületet Weber Antal tervezte 1874-ben.
- 76. szám: a háromemeletes romantikus lakóházat Pan József építette Vomberger Mátyás részére 1861-ben.
- 80. szám: 1912-ben tervezte Böhm Henrik és Hegedűs Ármin.